# Décembre 1846
Cette page présente les faits marquants du mois de décembre 1846.

## Événements
- Alexis de Tocqueville, échappant aux patronages officiels, visite avec le journaliste Bussière les villages de colonisation du Sahel d'Alger et de la Mitidja. Il prend le bateau pour Bône (10 décembre), puis Philippeville, gagne Constantine par route, et s'embarque de Philippeville pour la France le 29 décembre, sans qu'on connaisse le détail de cette seconde partie du voyage où il rencontre le général Bedeau, officier modéré avec lequel il restera lié.

- 6 décembre, France : première de la Damnation de Faust de Berlioz à l'Opéra-Comique.

- 13 décembre, France : Victor Hugo rencontre Jean Journet.

- 28 décembre : l'Iowa devient le 29e État de l'Union américaine[1].

## Naissances
- 2 décembre : Pierre Waldeck-Rousseau, homme politique français († 1904).
- 12 décembre : Henri-Paul Motte, peintre français († 1er avril 1922).
- 16 décembre : 
  - Étienne Nouvion (mort le 1er novembre 1906), magistrat et écrivain français
  - Alfred Trescat (mort le 19 juillet 1908), historien français
  - Marie Popelin (morte le 5 juin 1913), figure marquante du féminisme belge

## Décès
- 12 décembre : Charles Alexandre Lesueur (né en 1778), naturaliste, artiste et explorateur français.
- 16 décembre : 
  - Antoine Philippe Casalta, dit Darius (né le 9 février 1759), général français de la révolution et de l’Empire
  - Sylvain Charles Valée (né le 17 décembre 1773), général français
- 21 décembre : Auguste Bouquet, peintre, lithographe, graveur et caricaturiste français (° 13 septembre 1810).
- 22 décembre : Jean-Baptiste Bory de Saint-Vincent (né en 1778), officier, naturaliste et géographe français.